# La Vaquera
La Vaquera är en ort i Mexiko.   Den ligger i kommunen Arandas och delstaten Jalisco, i den centrala delen av landet, 400 km väster om huvudstaden Mexico City. La Vaquera ligger 2 060 meter över havet och antalet invånare är 131.
Terrängen runt La Vaquera är platt åt nordväst, men åt sydost är den kuperad. Terrängen runt La Vaquera sluttar österut. Runt La Vaquera är det ganska glesbefolkat, med 34 invånare per kvadratkilometer. Närmaste större samhälle är San Julián, 17,6 km norr om La Vaquera. I omgivningarna runt La Vaquera växer huvudsakligen savannskog.